# Sigifredo Mercado
Sigifredo Mercado (* 21. Dezember 1968 in Toluca) ist ein ehemaliger mexikanischer Fußballspieler, der vorwiegend im Mittelfeld agierte.

## Leben

### Verein
Mercado begann seine Profikarriere in der Saison 1987/88 beim Club Ángeles de Puebla, der seinerzeit in der mexikanischen Primera División spielte. Nach einem Jahr wechselte er zum bedeutenderen Stadtrivalen Puebla FC, bei dem er die nächsten fünf Jahre unter Vertrag stand und mit dem er 1990 das Double gewann.
Später spielte Mercado noch für Deportivo Toluca, den Club León und Atlas Guadalajara, kehrte zweimal zum Puebla FC zurück und ließ seine aktive Laufbahn in der Saison 2005/06 beim CD Zacatepec ausklingen.

### Nationalmannschaft
Sein Debüt im Dress der mexikanischen Nationalmannschaft gab Mercado am 7. Februar 1998 beim 2:0-Sieg gegen Honduras. Sein letztes Länderspiel fand am 17. Juni 2002 statt, als Mexiko im Achtelfinale der WM 2002 gegen die USA (0:2) unterlag und ausschied.

## Erfolge
- Mexikanischer Meister: 1989/90
- Mexikanischer Pokalsieger: 1990
- Mexikanischer Supercup: 1990
- CONCACAF Champions’ Cup: 1991